# Tierra (L'Arc-en-Ciel)
Tierra è il secondo album del gruppo giapponese dei L'Arc~en~Ciel. È stato pubblicato il 14 luglio 1994 dalla Ki/oon Records, ed ha raggiunto la settima posizione della classifica Oricon, rimanendo in classifica per trentaquattro settimane e vendendo 161 180 copie.

## Tracce
1. In the Air - 4:51
2. All Dead - 4:17
3. Blame - 5:11
4. Wind of Gold - 4:29
5. Blurry Eyes - 4:20
6. Inner Core - 5:31
7. Nemuri ni Yosete (眠りによせて) - 5:15
8. Kaze no Yukue (風の行方) - 5:24
9. Hitomi ni Utsuru Mono (瞳に映るもの) - 4:47
10. White Feathers - 7:58